# Goran Pandev
Goran Pandev (en macedonio: Горан Пандев) (Strumica, Macedonia del Norte, RFS Yugoslavia, 27 de julio de 1983) es un exfutbolista macedonio que jugaba como delantero.
Jugador de refinada técnica que complementa con un interesante cambio de ritmo en velocidad y un gran poderío físico. Fue considerado el mejor jugador de su país y comparte la capitanía. Fue el segundo jugador de Macedonia del Norte que llegó a la Serie A italiana, tras su compatriota Darko Pancev que llegó a jugar en el Inter de Milán.

## Trayectoria
Pandev debutó en el Belasica, club de su ciudad natal, con sólo dieciséis años de edad. En 2001 el Inter de Milán italiano compró su ficha y lo cedió a préstamo a Spezia y Ancona. En 2004 llegó a la Lazio de Roma para jugar en la Serie A, tras una operación de Calcio Mercato que incluyó en la negociación el traspaso del jugador serbio Dejan Stanković al equipo nerazzurro.
Sus destacadas actuaciones en el equipo capitalino lo habían llevado a estar en la mira de grandes equipos europeos, momento en que la Lazio pedía 30 millones de Euros por su pase. Sin embargo, en diciembre de 2009, tras un duro litigio con la directiva del club, quedó libre al no llegar a un acuerdo para su renovación y ser apartado de las convocatorias del equipo. El 4 de enero de 2010, el Inter de Milán hizo oficial su contratación hasta 2014.
El 26 de agosto de 2011 fue cedido a préstamo por un año al Napoli, donde jugó 30 partidos y anotó 6 goles en la liga (42 partidos y 7 goles en el total de todas las competiciones), ganando la Copa Italia 2011-12: se trata de la cuarta edición consecutiva ganada por Pandev. El 6 de junio de 2012 el macedonio firmó un contrato de 7,5 millones de euros hasta junio de 2015 con el club partenopeo, con una opción a una temporada más. Permaneció en el club azzurro hasta el 2014, ganando otra Copa Italia en la edición 2013-14.
El 1 de septiembre de 2014 fichó por el Galatasaray turco. Debutó el 13 de septiembre siguiente, reemplazando a Yilmaz en el 76' contra el Eskişehirspor (0-0). Terminó la temporada en Estambul con un total de 17 presencias y 7 goles, ganando la liga y la Copa de Turquía. En el verano de 2015 volvió a Italia, para jugar con la camiseta del Genoa.
El 31 de enero de 2022 fichó por el Parma Calcio 1913 y unos días después, el 18 de febrero, anunció que al final de temporada se retiraba.

## Selección nacional
Fue internacional con la selección de Macedonia del Norte en 122 ocasiones anotando 38 goles.
El 12 de noviembre de 2020 marcó el gol que clasificó a su país a una Eurocopa por primera vez en su historia. El 13 de junio de 2021 marcó el primer gol en la historia de su país en dicha competición. Tras la celebración del torneo se retiró a nivel internacional.

### Participaciones en Eurocopas
| Eurocopa      | Sede   | Resultado    | Partidos | Goles |
| ------------- | ------ | ------------ | -------- | ----- |
| Eurocopa 2020 | Europa | Primera fase | 3        | 1     |

## Estadísticas

### Clubes
| Club | Temporada     | Liga  | Liga  | Copas (1) | Copas (1) | Internacional (2) | Internacional (2) | Total (3) | Total (3) | Promedio |
| Club | Temporada     | Part. | Goles | Part.     | Goles     | Part.             | Goles             | Part.     | Goles     | Promedio |
| --- | ------------- | ----- | ----- | --------- | --------- | ----------------- | ----------------- | --------- | --------- | -------- |
| F. K. Belasica Strumica Macedonia del Norte |               |       |       |           |           |                   |                   |           |           |          |
| 2000-01 | 18            | 7     | —     | —         | —         | —                 | 18                | 7         | 0,39      |          |
| Total club | 18            | 7     | 0     | 0         | 0         | 0                 | 18                | 7         | 0,39      |          |
| F. C. Internazionale · Italia |               |       |       |           |           |                   |                   |           |           |          |
| 2001-02 | —             | —     | —     | —         | —         | —                 | 0                 | 0         | 0,00      |          |
| Total club | 0             | 0     | 0     | 0         | 0         | 0                 | 0                 | 0         | 0,00      |          |
| Spezia Calcio · Italia |               |       |       |           |           |                   |                   |           |           |          |
| 2002-03 | 22            | 4     | —     | —         | —         | —                 | 22                | 4         | 0,199     |          |
| Total club | 22            | 4     | 0     | 0         | 0         | 0                 | 22                | 4         | 0,18      |          |
| A. C. Ancona · Italia |               |       |       |           |           |                   |                   |           |           |          |
| 2003-04 | 20            | 1     | 1     | 0         | —         | —                 | 21                | 1         | 0,05      |          |
| Total club | 20            | 1     | 1     | 0         | 0         | 0                 | 21                | 1         | 0,05      |          |
| S. S. Lazio · Italia |               |       |       |           |           |                   |                   |           |           |          |
| 2004-05 | 25            | 3     | 1     | 0         | 4         | 1                 | 30                | 4         | 0,13      |          |
| 2005-06 | 35            | 11    | 3     | 1         | —         | —                 | 38                | 12        | 0,32      |          |
| 2006-07 | 36            | 11    | 3     | 3         | —         | —                 | 39                | 14        | 0,36      |          |
| 2007-08 | 32            | 14    | 5     | 0         | 8         | 5                 | 45                | 19        | 0,42      |          |
| 2008-09 | 31            | 9     | 6     | 6         | —         | —                 | 37                | 15        | 0,41      |          |
| Total club | 159           | 48    | 18    | 10        | 12        | 6                 | 189               | 64        | 0,34      |          |
| F. C. Internazionale · Italia |               |       |       |           |           |                   |                   |           |           |          |
| 2009-10 | 19            | 3     | 2     | 0         | 6         | 0                 | 27                | 3         | 0,11      |          |
| 2010-11 | 27            | 2     | 4     | 0         | 11        | 3                 | 42                | 5         | 0,12      |          |
| Total club | 46            | 5     | 6     | 0         | 17        | 3                 | 69                | 8         | 0,12      |          |
| S. S. C. Napoli · Italia |               |       |       |           |           |                   |                   |           |           |          |
| 2011-12 | 30            | 6     | 5     | 1         | 7         | 0                 | 42                | 7         | 0,17      |          |
| 2012-13 | 33            | 6     | 1     | 0         | 7         | 1                 | 41                | 7         | 0,17      |          |
| 2013-14 | 29            | 7     | 3     | 0         | 9         | 1                 | 41                | 8         | 0,20      |          |
| Total club | 92            | 19    | 9     | 1         | 23        | 2                 | 124               | 22        | 0,18      |          |
| Galatasaray S. K. Turquía |               |       |       |           |           |                   |                   |           |           |          |
| 2014-15 | 4             | 0     | 10    | 7         | 3         | 0                 | 17                | 7         | 0,41      |          |
| Total club | 4             | 0     | 10    | 7         | 3         | 0                 | 17                | 7         | 0,41      |          |
| Genoa C. F. C. · Italia |               |       |       |           |           |                   |                   |           |           |          |
| 2015-16 | 15            | 0     | 1     | 0         | —         | —                 | 16                | 0         | 0,00      |          |
| 2016-17 | 20            | 3     | 3     | 4         | —         | —                 | 23                | 7         | 0,30      |          |
| 2017-18 | 32            | 5     | 1     | 0         | —         | —                 | 33                | 5         | 0,15      |          |
| 2018-19 | 26            | 4     | 2     | 0         | —         | —                 | 26                | 4         | 0,15      |          |
| 2019-20 | 34            | 9     | 1     | 0         | —         | —                 | 35                | 9         | 0,26      |          |
| 2020-21 | 29            | 7     | 1     | 0         | —         | —                 | 30                | 7         | 0,23      |          |
| 2021-22 | 11            | 0     | 1     | 0         | —         | —                 | 12                | 0         | 0,00      |          |
| Total club | 167           | 28    | 10    | 4         | 0         | 0                 | 177               | 32        | 0.18      |          |
| Parma Calcio 1913 · Italia |               |       |       |           |           |                   |                   |           |           |          |
| 2021-22 | 11            | 1     | -     | -         | -         | -                 | 11                | 1         | 0,09      |          |
| Total club | 11            | 1     | 0     | 0         | 0         | 0                 | 11                | 1         | 0,09      |          |
| Total carrera | Total carrera | 539   | 113   | 54        | 22        | 55                | 11                | 648       | 146       | 0,22     |
| (1) Incluye datos de la Copa Italia, Supercopa de Italia. (2) Incluye datos de la Liga de Campeones de la UEFA, Copa UEFA y la Copa Intertoto. (3) No incluye goles en partidos amistosos. |               |       |       |           |           |                   |                   |           |           |          |

## Palmarés

### Títulos nacionales
| Título               | Club              | País    | Año  |
| -------------------- | ----------------- | ------- | ---- |
| Copa Italia          | S. S. Lazio       | Italia  | 2009 |
| Supercopa de Italia  | S. S. Lazio       | Italia  | 2009 |
| Copa Italia          | Inter de Milán    | Italia  | 2010 |
| Serie A              | Inter de Milán    | Italia  | 2010 |
| Supercopa de Italia  | Inter de Milán    | Italia  | 2010 |
| Copa Italia          | Inter de Milán    | Italia  | 2011 |
| Copa Italia          | S. S. C. Napoli   | Italia  | 2012 |
| Copa Italia          | S. S. C. Napoli   | Italia  | 2014 |
| Superliga de Turquía | Galatasaray S. K. | Turquía | 2015 |
| Copa de Turquía      | Galatasaray S. K. | Turquía | 2015 |

### Títulos internacionales
| Título                       | Club           | Sede                   | Año  |
| ---------------------------- | -------------- | ---------------------- | ---- |
| Liga de Campeones de la UEFA | Inter de Milán | Madrid                 | 2010 |
| Copa Mundial de Clubes       | Inter de Milán | Emiratos Árabes Unidos | 2010 |

### Distinciones individuales
| Distinción                                  | Año  |
| ------------------------------------------- | ---- |
| Futbolista Macedonio del año                | 2004 |
| Futbolista Macedonio del año                | 2006 |
| Futbolista Macedonio del año                | 2007 |
| Futbolista Macedonio del año                | 2008 |
| Futbolista Macedonio del año                | 2010 |
| Máximo goleador de la Copa Italia (6 goles) | 2009 |
| Máximo goleador de la Copa Italia (4 goles) | 2017 |